# Tarumã-Açu
Tarumã-Açu é um bairro do município brasileiro de Manaus, capital do estado do Amazonas. Localiza-se na Zona Oeste da cidade. De acordo com o censo do Instituto Brasileiro de Geografia e Estatística (IBGE), sua população era de 12 053 habitantes em 2010.
Foi criado oficialmente em 2010, com o desmembramento do bairro Tarumã.
Integram o bairro: os loteamentos Jardim Tarumãzinho, União da Vitória, Portal do Tarumã, Bancrévea e Parque Lusitano.